# 197P/LINEAR
197P/LINEAR, też LINEAR 30 – kometa krótkookresowa, należąca do rodziny Jowisza. Jest to także obiekt typu NEO.

## Odkrycie
Kometa została odkryta 23 maja 2003 roku w ramach programu obserwacyjnego LINEAR.

## Orbita komety i właściwości fizyczne
Orbita komety 197P/LINEAR ma kształt elipsy o mimośrodzie 0,63. Jej peryhelium znajduje się w odległości 1,06 j.a., aphelium zaś 4,67 j.a. od Słońca. Jej okres obiegu wokół Słońca wynosi 4,85 roku, nachylenie do ekliptyki to wartość 25,54˚.
Jądro tej komety ma rozmiary maks. kilku km.